# Ligne B du métro de Buenos Aires
 (janvier 2022).
Si vous disposez d'ouvrages ou d'articles de référence ou si vous connaissez des sites web de qualité traitant du thème abordé ici, merci de compléter l'article en donnant les références utiles à sa vérifiabilité et en les liant à la section « Notes et références ».
Pour les articles homonymes, voir Ligne B.
La ligne B du métro de Buenos Aires (ou línea B) s'étend sur 11,8 kilomètres entre les stations Leandro N. Alem et Juan Manuel de Rosas.. Mise en service en 1930, c'est la ligne la plus utilisée du réseau, le temps de parcours entre les deux terminus est de 25 minutes..
La ligne est la première dont les stations furent pourvues de tourniquets et d'escalators mécaniques. Elle fut récemment étendue avec l'ouverture d'un tronçon de tunnel reliant la station Los Incas dans le quartier de Parque Chas à un centre commercial à Villa Urquiza. La ligne est spéciale dans le réseau de la capitale. Ayant été conçue et réalisée par une autre société que celle qui réalisa la ligne A, elle a un écartement des rails et un type d'alimentation distinct des lignes A, C et D. L'alimentation électrique se fait par un troisième rail.  Le matériel roulant actuellement utilisé sur la ligne B est constitué de véhicules d'occasion achetés du métro de Tokyo (ligne Eidan, type 300/500/900) et de véhicules type 5000 de la société CAF. Les unités japonaises ont été acquises au début des années 90 et offrent moins de places assises que les anciens véhicules, augmentant ainsi la capacité de la ligne aux heures de pointe. Les trains japonais sont en cours de retrait du service et sont remplacés par du matériel roulant plus récent, les modèles 5000 et 6000 de CAF, acquis au métro de Madrid.

## Situation sur le réseau

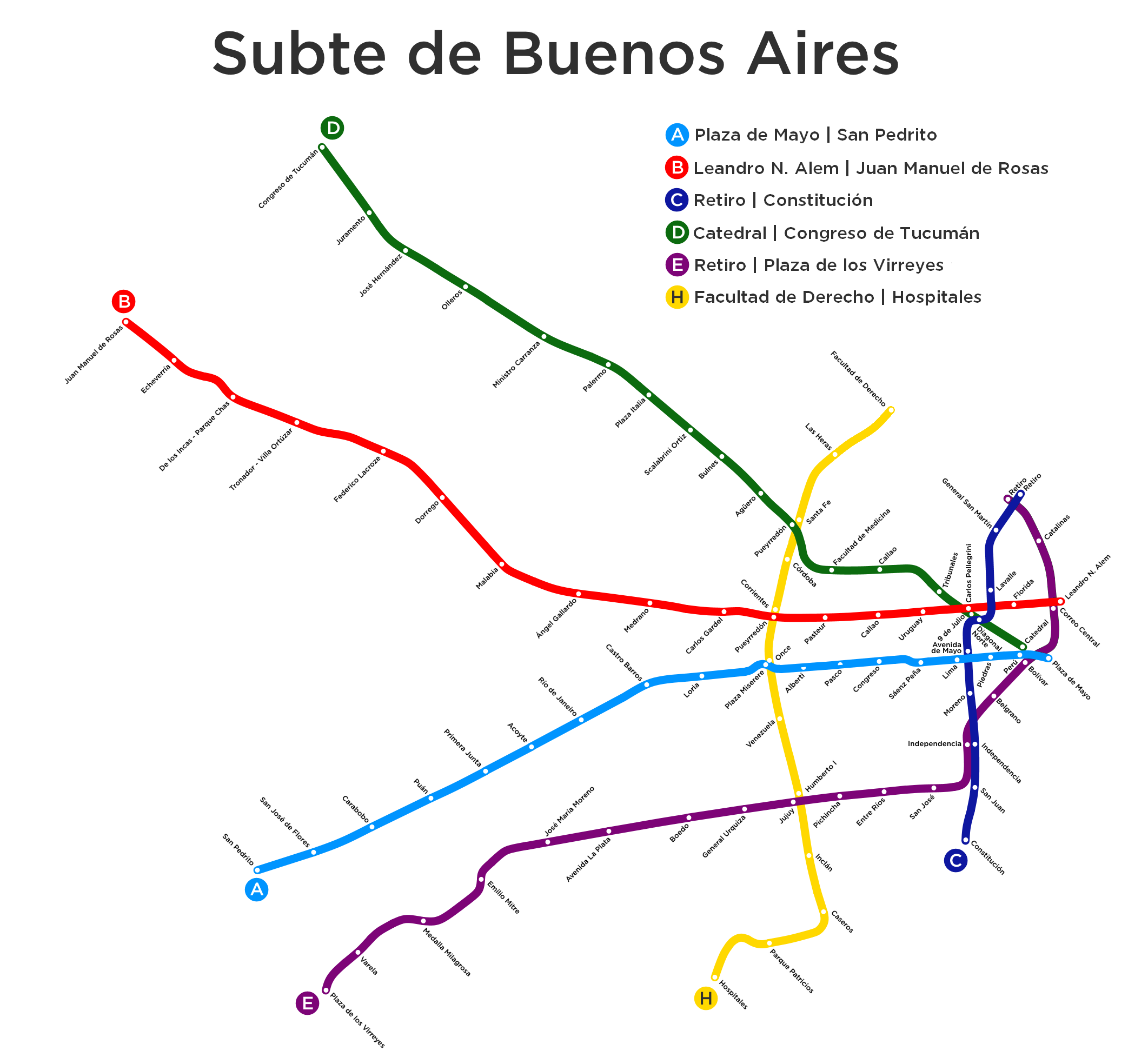
Plan du réseau opérationnel en 2019.

## Histoire
En 1912 le Congrès de la Nation Argentine approuva la loi 8.870 qui donnait la concession d'une ligne de passagers, de cargaisons et de colis à la compagnie Lacroze Hermanos. La ligne devrait unir la Poste centrale et l'intersection des rues Triunvirato et Elcano, où se trouvait la gare du Ferrocarril Central de Buenos Aires (chemin de fer central de Buenos Aires), et ce au moyen d'un tunnel de 8,7 km.
La construction était à charge de Dwight P. Robinson & Cía, et la ligne s'appelait
Ferrocarril Terminal Central de Buenos Aires. Le tronçon entre les stations Federico Lacroze et Callao (neuf stations) fut inauguré en octobre 1930, puis en juillet de l'année suivante, la ligne atteignit la station Carlos Pellegrini (deux stations). Le 1er décembre 1931 la ligne atteignait la station Leandro N.Alem (deux stations).
On y avait installé des tourniquets et des escalators. La ligne avait été creusée plus en profondeur que la ligne A, mais de même que pour celle-ci, on utilisait des frises de couleur pour aider les illettrés à identifier les stations.
En 1933 on inaugura un lien souterrain avec le sous-sol du Mercado de Abasto de Buenos Aires (marché d'approvisionnement), par lequel arrivaient au marché des wagons remplis de colis et de caisses depuis le chemin de fer Ferrocarril Central de Buenos Aires. Au total les trains et les voitures de la ligne B avaient un profil nettement ferroviaire, à l'inverse de la ligne A qui l'avait précédée.
Du point de vue du matériel roulant, la ligne débuta avec 56 voitures anglaises Metropolitan Cammell, à deux bogies, peintes de crème et rouge, et d'une capacité de 47 personnes assises. Par après on ajouta 20 voitures nord-américaines Osgood-Bradley. Entre 1965 et 1967 on acheta 14 voitures semblables aux Fabricaciones Militares argentines, et entre 1977 et 1979 20 unités avec des moteurs Siemens de 195 CV.

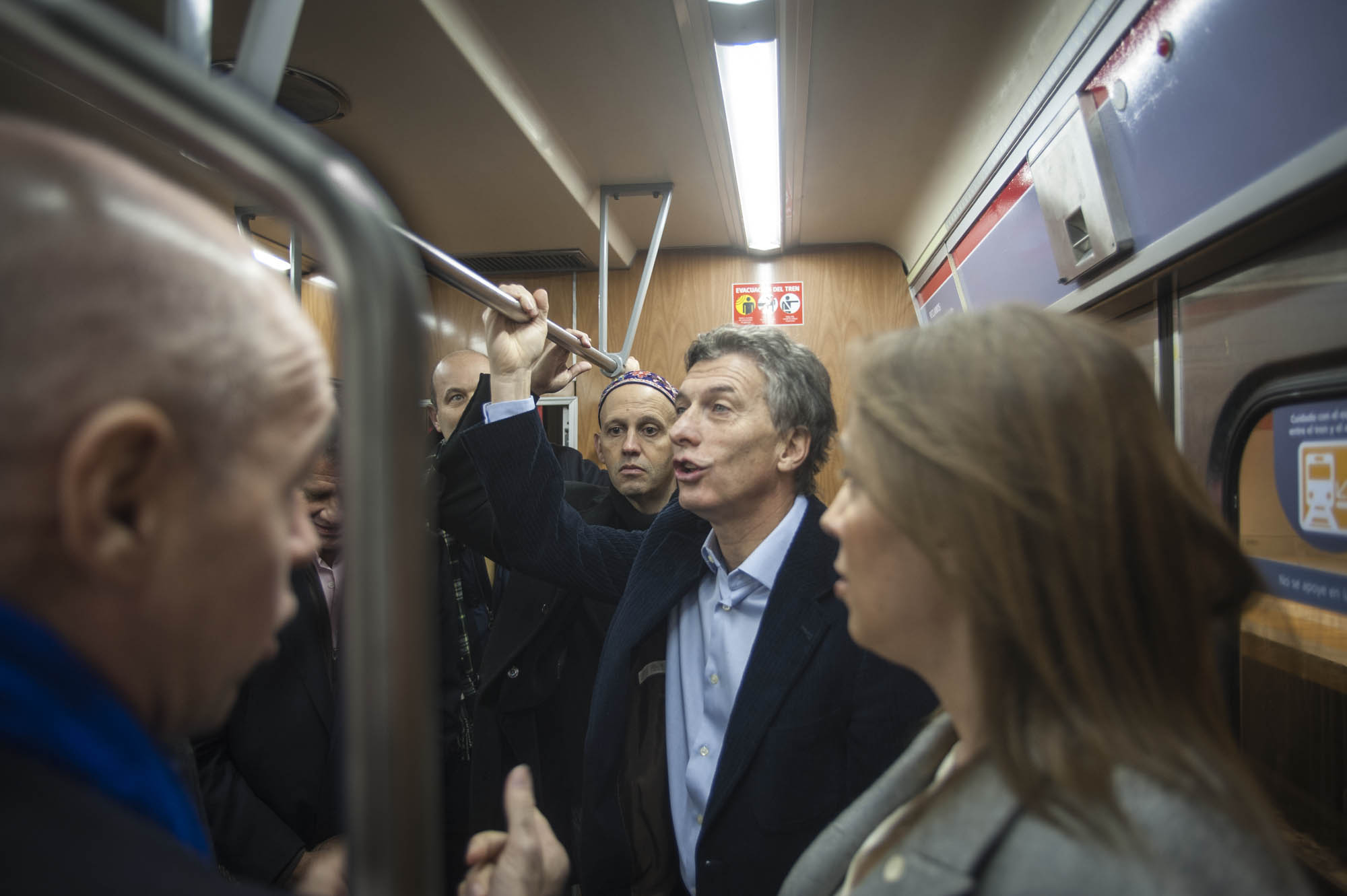
Le maire Mauricio Macri empruntant la ligne B.

En 1995 débuta l'échange de la flotte, et on acheta 128 voitures japonaises Mitsubishi, de seconde main (provenant du métro de Tokyo), mais en excellent état de conservation. Les anciennes unités furent totalement déclassées. Quelques voitures "Metropolitan Cammel" et "Osgood Bradley" furent données à une association d'amateurs du ferroviaire (nommée Ferroclub Argentino), tandis que deux autres voitures (une anglaise et une F.M.) furent confiées à l'Asociación Amigos del Tranvía (Association des amis du tramway) qui les a restaurées et remises dans leur état d'origine.
Le 9 août 2003 deux nouvelles stations sont inaugurées, Tronador et Los Incas, ce qui permet à la ligne de transporter plus de 300 000 passagers par jour ouvrable. Ceci équivaut à plus de 90 millions de passagers par an. À titre de comparaison, ce nombre est à peu près équivalent à celui de la ligne 14 du métro de Paris en 2004, et à plus du double de celui de la ligne 11 de cette même ville.
En juillet 2013, la ligne continue son extension sous l'Avenida Triunvirato entre l' Avenida de Los Incas et la Calle Monroe, sur une distance de 1,6 km. Deux nouvelles stations sont mises en service, Echeverría et Juan Manuel de Rosas. La seconde station est en correspondance avec la gare General Urquiza du chemin de fer General Bartolomé Mitre.

## Stations

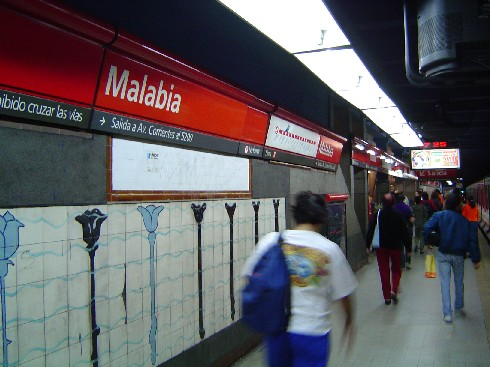
Station Malabia.

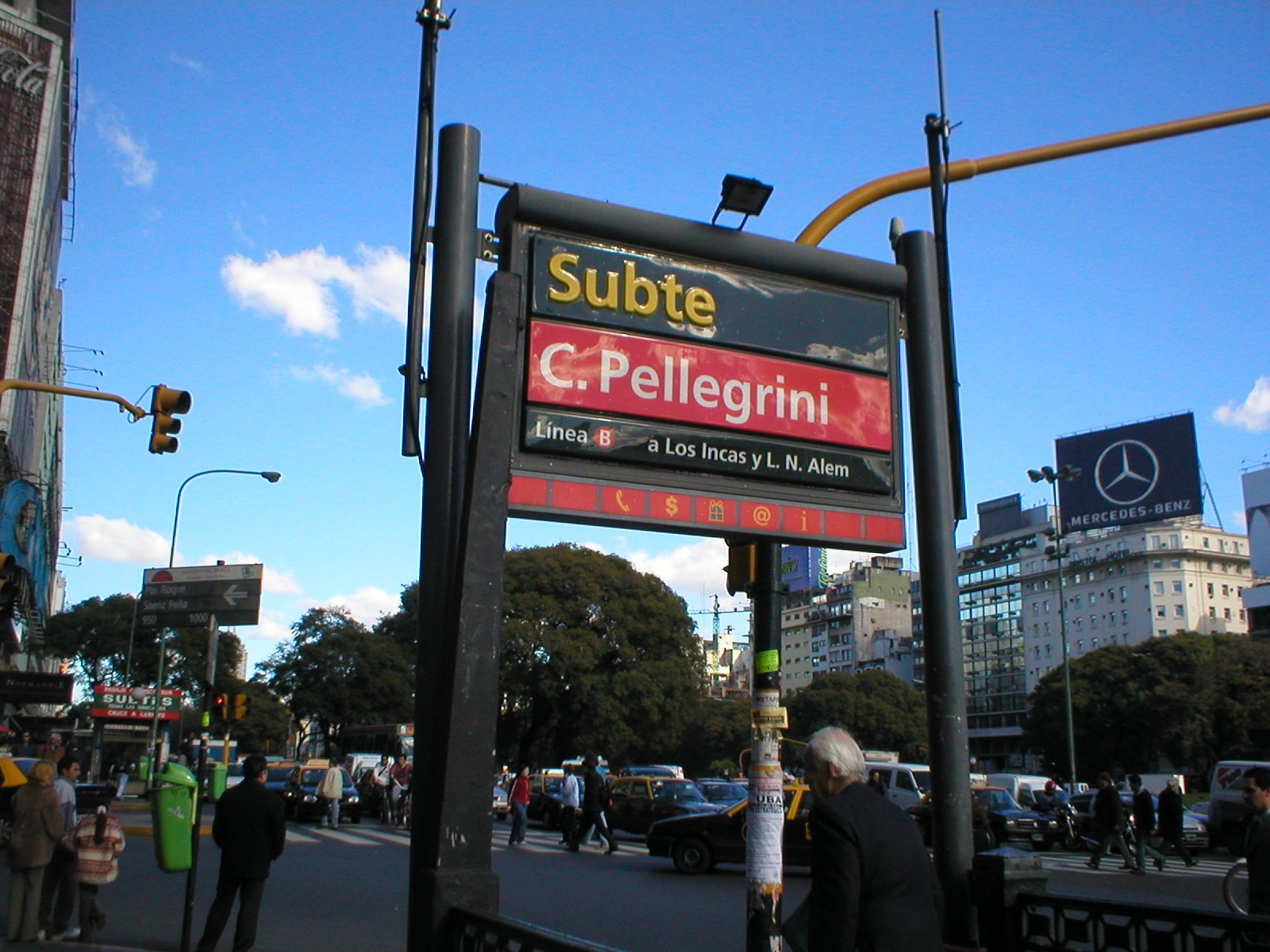
Station Pellegrini

- Leandro N. Alem (es) (correspondance avec la ligne E (station Correo Central).
- Florida
- Carlos Pellegrini (correspondance avec la ligne C (station Diagonal Norte), et la ligne D (station 9 de Julio)).
- Uruguay
- Callao
- Pasteur - AMIA
- Pueyrredón (correspondance avec la ligne H (station Corrientes).
- Carlos Gardel
- Medrano
- Ángel Gallardo
- Malabia - Osvaldo Pugliese
- Dorrego
- Federico Lacroze (correspondance avec la gare Federico Lacroze du Chemin de fer General Urquiza).
- Tronador - Villa Ortúzar (es)
- Los Incas - Parque Chas
- Echeverría (es)
- Juan Manuel de Rosas (es)

## Matériel roulant

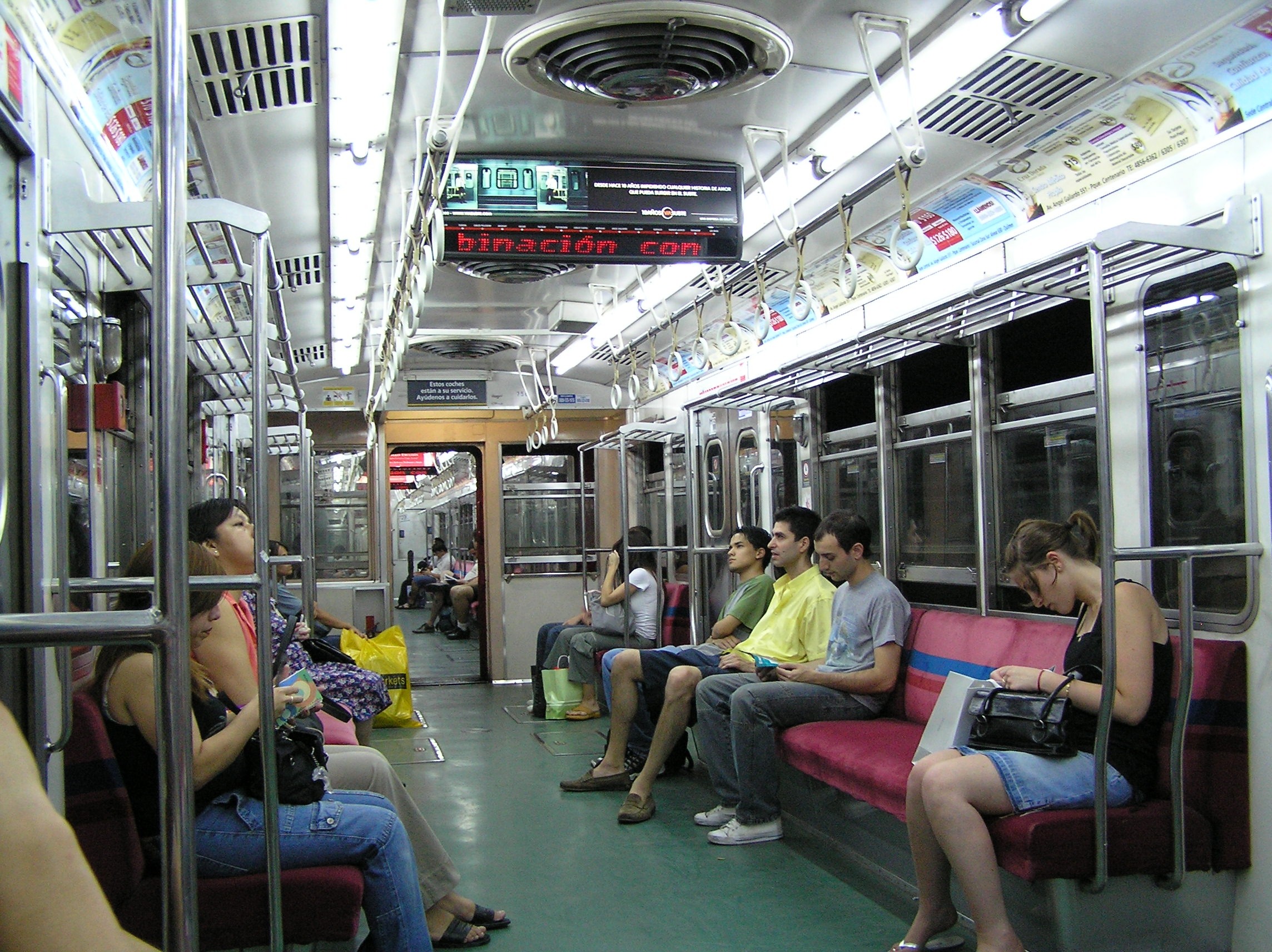
Intérieur d'une voiture de la ligne B.

La ligne B a été inaugurée avec 56 voitures anglaises Metropolitan Cammell (numérotées de 101 à 156), constituées de deux bogies et d’une carrosserie métallique peintes de couleurs crème et rouge à l’extérieur, avec des illustrations décoratives et des portes de couleur bleu foncé. Chaque voiture avait deux moteurs L’intérieur comportait 47 sièges en bois, la plupart à dossier réversible et trois portes coulissantes de chaque côté, au niveau des quais, d’ouverture et de fermeture commandées par le gardien. Un an plus tard, 20 voitures similaires construites par la société américaine Osgood Bradley Car Company ont été incorporées.
Les véhicules Eidan 300/400/500/900 de construction japonaise, qui fonctionnaient sur la ligne B à partir de 1996, étaient en service sur la ligne Marunouchi à Tokyo de 1959 à la fin de 1995. En 2009, il a été annoncé que le métro de Madrid avait vendu ses plus anciens trains à profil large pour Buenos Aires. Les trains de la série 5000, en exploitation à Madrid depuis 1974, sont entrés en service en 2011 pour remplacer certains des trains Eidan. En juillet 2013, le métro de Madrid a vendu à Buenos Aires 73 de ses voitures de la série 6000 (entrées en service à Madrid en 1998) pour 32,6 millions d'euros en échange du retrait du reste des trains de construction japonaise. 
L’achat de matériel roulant CAF 6000 a suscité de vives critiques en raison de la nécessité de procéder à des modifications lourdes et coûteuses pour tenir compte du nouveau matériel roulant mal adapté à la ligne B. Les véhicules de la série 6000 utilisent des lignes aériennes pour la collecte d’énergie, Contrairement au système d'électrification par troisième rail existant sur la ligne B, un nouveau système de caténaire suspendu devait être installé. Le nouveau système de collecte d’énergie suspendu s’est avéré insuffisant pour alimenter les voitures de la série 6000, ce qui a eu pour effet de réduire les performances des voitures et de réduire les accélérations. En outre ces trains étaient plus étroits que le gabarit des trains d'origine de la ligne B, ce qui nécessitait de les modifier pour réduire l'écart entre les trains et les plateformes en stations. Avec ces modifications, les voitures d’occasion ne sont pas moins chères que du matériel roulant neuf. Les véhicules plus courts de la série 6000 font qu'un train de six voitures utilise moins la longueur de la plate-forme existante que les trains de six voitures plus anciens. Ces facteurs font que le nouveau matériel roulant de la série 6000 a une capacité en passagers beaucoup plus réduite que le matériel roulant existant.
La ligne, ainsi que sa flotte ferroviaire restante, est en train d'être convertie en lignes aériennes à 1500 V, après quoi tout le réseau sera normalisé.

## Archéologie
Lors du creusement de la station Leandro N. Alem on mit au jour les restes d'un mammouth de l'ère quaternaire, qui sont donnés au Museo de Ciencias Naturales de La Plata (musée des Sciences naturelles de La Plata).